# Tetrastichus punctatifacies
Tetrastichus punctatifacies är en stekelart som beskrevs av Girault 1926. Tetrastichus punctatifacies ingår i släktet Tetrastichus och familjen finglanssteklar. Inga underarter finns listade i Catalogue of Life.